# Tłuchowo
Tłuchowo è un comune rurale polacco del distretto di Lipno, nel voivodato della Cuiavia-Pomerania.
Ricopre una superficie di 98,67 km² e nel 2004 contava 4 562 abitanti.